# Посягвівська сільська рада
Посягві́вська сільська́ ра́да — орган місцевого самоврядування в Гощанському районі Рівненської області. Адміністративний центр — село Посягва.

## Загальні відомості
- Посягвівська сільська рада утворена в 1940 році.
- Територія ради: 26,629 км²
- Населення ради: 1 152 особи (станом на 2001 рік)
- Територією ради протікає річка Сорока.

## Населені пункти
Сільській раді підпорядковані населені пункти:
- с. Посягва
- с. М'ятин
- с. Олексіївка
- с. Сергіївка
- с. Ясне

## Склад ради
Рада складається з 16 депутатів та голови.
- Голова ради: Гавлитюк Іван Степанович
- Секретар ради: Подганюк Зоя Олександрівна

### Керівний склад попередніх скликань
| ПІБ                      | Основні відомості                              | Дата обрання | Дата звільнення |
| ------------------------ | ---------------------------------------------- | ------------ | --------------- |
| Гавлитюк Іван Степанович | Сільський голова, 1975 року народження, освіта | 26.03.2006   | 31.10.2010      |
| Гавлитюк Іван Степанович | Сільський голова, 1975 року народження         | 31.10.2010   |                 |

Примітка: таблиця складена за даними сайту Верховної Ради України